# Viktor Dankl von Krasnik
Viktor Dankl von Krasnik (Udine, 18 settembre 1854 – Innsbruck, 8 gennaio 1941) fu un generale e comandante d'armata dell'esercito austro-ungarico sul fronte orientale e sul fronte italiano nella prima guerra mondiale, durante la quale fu insignito della massima onorificenza dell'Impero austro-ungarico, l'Ordine militare di Maria Teresa, per i suoi meriti durante la battaglia di Kraśnik contro l'Esercito imperiale russo.

## Biografia

### Primi anni e inizio carriera
Nato ad Udine, quando il Regno Lombardo-Veneto era parte dell’Impero austriaco, fin da giovane Viktor Dankl venne indirizzato verso la carriera militare dal padre, capitano dell'esercito austriaco, il quale, dopo la conclusione delle scuole superiori a Gorizia e Trieste (allora facenti parte dell'Impero austro-ungarico) iscrisse il figlio prima all'Istituto del cadetti si St. Polten e quindi, nel 1870, all'Accademia militare Maria Teresa di Wiener Neustadt. Dall'accademia il giovane Viktor uscì nel 1874 come ufficiale del 3º Reggimento "Dragoni" (Dragoon Regiment König Albert Nr.3), successivamente, dal 1877 al 1879 frequentò la scuola di guerra di Vienna fino al 1880 quando venne inserito nello stato maggiore dell'8ª Brigata di cavalleria a Praga. Diventò quindi colonnello nel 1897 e maggior generale nel 1903, al comando della 66ª Brigata di fanteria della 33ª Divisione di fanteria del feldmaresciallo Carl Edler von Rezniček. Nel 1905 viene messo al comando della 16ª Brigata di stanza a Trieste, e nel 1907 viene promosso tenente generale e messo al comando della 36ª Divisione di fanteria ad Agram, l'odierna Zagabria. Nel 1912 Viktor Dankl venne quindi destinato a Innsbruck per comandare il 14º Corpo d'armata sul confine tirolese, di cui manterrà il comando fino allo scoppio del conflitto, quando verrà messo al comando della 1ª Armata austro-ungarica destinata sul fronte orientale per combattere contro l'Esercito imperiale russo (Russkaja imperatorskaja armija).

### La prima guerra mondiale
Secondo i piani stilati dal comandante dell'esercito austro-ungarico, Franz Conrad von Hötzendorf, la 1ª Armata di Dankl avrebbe attaccato verso nord, partendo dalla riva orientale della Vistola, attraversare il fiume San e avanzare contro le forze russe che si presumeva fossero concentrate attorno a Lublino. I primi scontri avvennero contro la 4ª Armata russa a Kraśnik tra il 23 e il 25 agosto 1914, che fu costretta a ritirarsi, e per tale azione Dankl fu insignito dell'Ordine militare di Maria Teresa e il titolo di conte di Kraśnik, divenendo molto popolare negli ambienti militari. La contemporanea sconfitta austriaca nel settore orientale rese però inevitabile anche il ripiegamento delle forze di Dankl verso la Galizia occidentale; la 1ª Armata si spostò a nord di Cracovia, e in questo settore attese tutto l'inverno prima di sferrare un colpo decisivo. Dopo una limitata offensiva ad ottobre, a maggio Dankl decise di sfruttare la vittoria austro-tedesca a Gorlice-Tarnów, ma l'attacco venne fermato da un deciso contrattacco russo a Opatów. Questo fu l'ultimo atto di Dankl sul fronte orientale, infatti con l'entrata in guerra dell'Italia a fianco dell'Intesa gli venne conferito il comando delle forze dislocate in Tirolo, con sede a Innsbruck.
Nel primo periodo la situazione sul fronte italiano, per quanto critica per gli austro-ungarici in grosso difetto di uomini, venne gestita al meglio anche grazie ai colpevoli indugi dei comandi italiani, che non sfruttarono la netta superiorità di uomini e mezzi, consentendo alle forze nemiche di organizzarsi e attestarsi su posizioni difensive molto favorevoli. Il primo incarico di un certo rilievo ricevuto da Dankl fu nel 1916, quando, dopo essere stato nominato colonnello generale, venne messo al comando dell'11ª Armata che avrebbe dovuto operare lo sfondamento iniziale durante la grande offensiva austro-ungarica contro le forze italiane in Südtirol, come fu anche chiamato all'epoca il Trentino. La cosiddetta Südtiroloffensive,  conosciuta anche come Strafexpedition,  voluta da Conrad aveva lo scopo di prendere alle spalle il grosso delle forze italiane dislocate lungo l'Isonzo, in modo tale da circondarle e tagliarle fuori dal resto del paese. In linea di massima l'ordine di battaglia prevedeva che il grosso delle forze di Dankl avanzassero fra l'Adige e il Brenta, puntando sulla linea Thiene-Bassano del Grappa. Un'altra armata, dislocata alle spalle della 11ª Armata avrebbe quindi dovuto sfruttare il successo al momento dello sbocco in pianura. L'offensiva ebbe inizio il 16 maggio e Dankl, come da previsione, effettò un poderoso attacco con due corpi d'armata nell'area tra la Vallagarina e la Val d'Astico, così da beneficiare dal tiro di fiancheggiamento operato dalle numerose artiglierie sull'altopiano di Lavarone. L'attacco iniziale fu travolgente e le prime due linee difensive italiane furono distrutte e superate molto rapidamente, ma col prosieguo delle ore l'attacco della 11ª Armata perse d'intensità, soprattutto a causa dell'artiglieria, che se in un primo tempo ebbe il merito di spianare la strada agli attaccanti, ora faticava a tenere il ritmo dell'avanzata a causa del terreno montagnoso e delle cattive condizioni delle strade e atmosferiche.
Questo rallentamento rese possibile al comando supremo italiano di prelevare in tutta fretta truppe e materiali dal fronte isontino e lanciarle nella difesa del margine estremo dell'altopiano di Asiago, mentre a valle la 5ª Armata italiana veniva allertata nel caso gli austriaci fossero riusciti a penetrare nella pianura padana. A giugno, quando il dispositivo offensivo austriaco fu nuovamente pronto a riprendere l'offensiva, divenne evidente che in quella parte del fronte uno sfondamento decisivo era ormai inattuabile e nonostante gli sforzi e i tentativi, gli austro-ungarici furono costretti ad abbandonare ogni velleità e ripiegare su nuove posizioni difensive.
Durante l'offensiva, Dankl fu probabilmente in parte frenato non solo dai problemi logistici, ma anche da problemi di carattere politico. L'avanzata iniziale aveva al suo vertice il XX Corpo d'armata comandato dall'arciduca Carlo, l'erede al trono del vecchio imperatore Francesco Giuseppe, il quale era penetrato con il suo corpo d'armata molto più in profondità del VIII Corpo con cui condivideva l'attacco. Nacque così il timore tra gli alti comandi che l'erede al trono fosse troppo esposto ad un possibile contrattacco degli italiani che dopo una settimana di continui ripiegamenti, andavano rafforzandosi. Il comando supremo dispose quindi a partire dal 19 maggio, l'affiancamento della 3ª Armata alla 11ª, cambiando radicalmente i piani iniziali che assegnavano a quest'ultima il compito di sfondamento e all'altra quello dello sfruttamento del successo. L'armata di Dankl, indirizzata sulla destra della linea d'attacco con obiettivo Thiene, dovette così rinunciare alla conquista del Pasubio e attaccare dal Coni Zugna, a Passo Buole a monte Novegno. La battaglia che ne seguì fu violentissima e si protrasse a lungo, ma la poderosa spinta delle forze di Dankl venne arginata dalla fanteria italiana, ben coadiuvata dalle artiglierie posizionate nelle alture circostanti. Solo sul monte Cengio il 3 giugno gli austro-ungarici ebbero ragione della tenace resistenza dei granatieri di Sardegna del generale Pennella, ma, pur essendo riusciti ad affacciarsi al di là dell'estremo baluardo difensivo italiano, non riuscirono a sfruttare l'occasione. Il 9 giugno Dankl sferrò un ultimo attacco verso Novegno, ma gli italiani si erano ormai saldamente posizionati, e il giorno seguente i russi attaccarono in Galizia, costringendo gli austro-ungarici a rinunciare definitivamente ad ulteriori ambizioni offensive. L'attacco a Novegno venne facilmente contenuto e nonostante la volontà di Dankl di rinnovarlo entro un paio di giorni, il quartier generale di Conrad disapprovò il progetto. Viktor Dankl, già di per sé con un temperamento irascibile, e probabilmente deluso dal cambiamento dei piani avvenuto negli alti livelli gerarchici militari e dall'andamento della battaglia, presentò quindi le sue dimissioni a Conrad, il quale dispose immediatamente per il suo esonero assieme a quello del generale Cletus Pichler, capo di stato maggiore dell'11ª Armata. Dal 17 giugno i due vennero quindi sostituiti rispettivamente dal colonnello brigadiere Rohr e dal colonnello Soòs, mettendo la parola fine nella carriera militare di Dankl come comandante sul campo.

### Fine carriera e ultimi anni
Il 21 gennaio 1917 Dankl venne chiamato alla corte di Vienna per prendere il comando del 1º Reggimento Arcierenleibgarde, un'unità speciale alle dirette dipendenze dell'imperatore. Il 10 febbraio divenne comandante di tutto il Corpo delle guardie imperiali (königlich-ungarische Leibgarde) il cui comando dovrà poi cedere a Conrad il 15 luglio 1918. Il 1º dicembre, finito il conflitto, ebbe termine anche il ciclo asburgico e Viktor Dankl decise di lasciare il servizio attivo e trasferirsi a Innsbruck dove visse un dopoguerra con il sogno nostalgico della restaurazione della monarchia asburgica. Morì l'8 gennaio 1941, tre giorni dopo la scomparsa della moglie; al momento delle esequie, tenutesi nel cimitero di Wilten della città tirolese, le autorità della Wehrmacht si opposero allo svolgimento della cerimonia militare proprio a causa delle idee monarchiche di Dankl e della sua opposizione al regime nazista.